# Lobeza liparis
Lobeza liparis är en fjärilsart som beskrevs av Felix Bryk 1953. Lobeza liparis ingår i släktet Lobeza och familjen tandspinnare. Inga underarter finns listade i Catalogue of Life.